# Blepharis pungens
Blepharis pungens är en akantusväxtart som beskrevs av Johann Friedrich Klotzsch. Blepharis pungens ingår i släktet Blepharis och familjen akantusväxter. Inga underarter finns listade i Catalogue of Life.